# Glest
Glest – strategiczna gra czasu rzeczywistego (RTS) wydana w 2004 roku. Gra jest rozprowadzana na licencji GPL. Dostępna dla wielu systemów operacyjnych.

## Rozgrywka
W grze do wyboru są dwie rasy: magiczna i technologiczna. Na jednej planszy może grać od 2 do 4 graczy.
Głównym celem jest zniszczenie przeciwnika.
Można modyfikować właściwości jednostek i budynków, nie znając c++ – używając języka XML. Dostępny jest także edytor map pod system Windows.